# Церква Благовіщення Пресвятої Богородиці (Торське)
Церква Благовіщення Пресвятої Богородиці в Торському — парафія і храм греко-католицької громади Заліщицького деканату Бучацької єпархії Української греко-католицької церкви в селі Торське Чортківського району Тернопільської области.
Оголошена пам'яткою архітектури місцевого значення (охоронний номер 525).

## Історія церкви
Парафія утворена в XIX столітті, а храм збудовано в 1843 році. Його перебудували з незавершеного костелу, будівництво якого не зміг закінчити місцевий землевласник Семинаговський. Громада села викупила недобудову і перетворила її на церкву за власні пожертви.
Іконостас виготовили та оформили місцеві жителі Василь Склярчук, Микола Лозінський і Михайло Воднарчук вже в оновленому в 1990 році храмі.
Парафія і церква діяли й за часів Радянського Союзу, перебуваючи в підпорядкуванні Московського патріархату. У грудні 1990 року, після легалізації УГКЦ, парафія і храм повернулися до її лона.
При парафії діє братство «Апостольство молитви».

## Парохи
| Ім'я                          | Роки   | Віросповідання | Коротка довідка | Світлини |
| ----------------------------- | ------ | -------------- | --- | -------- |
| о. Михаїл (прізвище невідоме) |        | греко-католик  | |          |
| о. Яків Онофрікович           |        | греко-католик  | |          |
| о. Григорій Антонович         |        | греко-католик  | |          |
| о. Леопольд Зелевський        |        | греко-католик  | |          |
| о. Іон Глінський              |        | греко-католик  | |          |
| о. Іван Рудницький            |        | греко-католик  | |          |
| о. Євген Алексевич            |        | греко-католик  | |          |
| о. Степан Вовчук              |        | греко-католик  | |          |
| о. Петро Саврій               |        | греко-католик  | |          |
| о. Данило Кравчук             |        | греко-католик  | |          |
| о. Онуфрій Швигар             |        | греко-католик  | |          |
| о. Іван Рудковський           |        | греко-католик  | |          |
| о. Іван Сивак                 |        | греко-католик  | Народився 19 січня 1952 року в с. Ласківці, що на Теребовлянщині. Рукоположений 28 грудня 1978 року. Служив у селах Торське, Довге, Плебанівка, а також у м. Теребовля. Був деканом Теребовлянського деканату УГКЦ. Член НСКУ. Зустрічався з Папою Римським Іваном Павлом ІІ, з патріархом Любомиром Гузаром, брав участь у посвяченні першого каменю Собору Зарваницької Матері Божої. Автор багатьох статей на релігійні та краєзнавчі теми; збірки «Дарунок» (2020). Склав молебень священномученикам Миколі Цегельському та Миколі Кондрату. Нагороджений мітрою та нагрудним золотим хрестом з прикрасами. Помер 17 жовтня 2020 року в Теребовлі. |          |
| о. Петро Двірник              |        | греко-католик  | |          |
| о. Ярослав Шмиглик            | з 1993 | греко-католик  | |          |